# Рудник Аурахмат
Рудник Аурахмат — колишній гірничодобувний майданчик на сході Узбекистану.
Родовище флюориту Аурахмат виявили у гірській місцевості на правобережжі річки Чаткал (лівий витік Чирчика). Відомо, що в 1924-му тут вела дослідний видобуток розвідувальна партія Інституту прикладної мінералогії, при цьому вивіз продукції здійснювали на віслюках та верблюдах до Ташкенту з перевантаженням там на залізницю.
Надалі облаштували рудник Аурахмат, який активно діяв у 1940-х роках. Він входив до складу плавіко-шпатового комбінату (відомо, що в цьому районі в певний час створили Середньо-Чирчикський плавіко-шпатовий комбінат, хоча в одному з джерел можливо зустріти згадку про Аурахматський плавіко-шпатовий комбінат).